# Drummondita longifolia
Drummondita longifolia är en vinruteväxtart som först beskrevs av Paul G. Wilson, och fick sitt nu gällande namn av Paul G. Wilson. Drummondita longifolia ingår i släktet Drummondita och familjen vinruteväxter. Inga underarter finns listade i Catalogue of Life.